# Gare de Sliedrecht
La gare de Sliedrecht (en néerlandais station Sliedrecht) est une gare ferroviaire néerlandaise située à Sliedrecht, en Hollande-Méridionale.

## Description
La gare est située sur la ligne MerwedeLingelijn, dans les provinces de la Hollande-Méridionale et du Gueldre, sur le trajet reliant Dordrecht à Elst via Geldermalsen.
Les trains s'arrêtant à la gare de Sliedrecht font partie du service assuré par la compagnie Arriva reliant Dordrecht à Geldermalsen.